# Miejska Biblioteka Publiczna w Radomiu
Miejska Biblioteka Publiczna im. Józefa Andrzeja i Andrzeja Stanisława Załuskich w Radomiu – główna biblioteka publiczna w Radomiu, której organizatorką jest gmina miejska.

## Historia
Obecna instytucja jest kontynuatorką pierwszej biblioteki powszechnej w Radomiu. Miejska Biblioteka Publiczna została otwarta 16 czerwca 1922 w Nowym Ratuszu, ówczesnej siedzibie magistratu, z inicjatywy przewodniczącej Rady Miasta Marii Kelles-Krauz. Pierwszą kierowniczką biblioteki została Florentyna Jakubczak. Początkowo instytucja udostępniała czytelnikom księgozbiór Rady Miasta oraz jej członków, który stał się podstawą zbiorów bibliotecznych. Budżet biblioteki tworzyły dotacje magistratu i obowiązkowe składki czytelników.  
16 lutego 1931 przeniesiona została na parter oficyny przy ul. Żeromskiego 13. Pierwsze filie biblioteczne zostały zorganizowane w 1933 na Glinicach i Zamłyniu. 15 maja 1941 niemieckie władze okupacyjne zamknęły bibliotekę, nakazując usunięcie z księgozbioru najcenniejszych pozycji, głównie dotyczących literatury, geografii i historii Polski. Część zbioru została ukryta przez pracownice biblioteki przed zniszczeniem. Akcję ratowania księgozbiorów radomskich instytucji kultury koordynowała kierowniczka biblioteki. 
Biblioteka wznowiła swoją działalność po wojnie 30 maja 1945, otrzymując za swoją siedzibę lokal przy pl. 3 Maja 8. Podstawę odnowionych zbiorów stanowiła częściowo zachowana od zniszczeń, własność wielu radomskich książnic, w tym Biblioteki Publicznej Sejmiku Radomskiego im. Stefana Hempla. W okresie powojennym wznowiły swoją działalność dwie filie: na Glinicach (1946) i Zamłyniu (1947). Do 1975 Biblioteka posiadała 12 filii terenowych. W związku z reformą administracyjną, Miejską Bibliotekę Publiczną połączono z Powiatową Biblioteką Publiczną, tworząc Wojewódzką Bibliotekę Publiczną, która przejęła lokal pierwszej, a patronów drugiej z wymienionych. W 1994 została przeniesiona do Wilii Włodzimierza Kulczyckiego, dawnej siedziby Muzeum Okręgowego im. Jacka Malczewskiego. 1 stycznia 1999 w związku z likwidacją województwa radomskiego, przemianowano ją na Miejską Bibliotekę Publiczną im. Józefa Andrzeja i Andrzeja Stanisława Załuskich w Radomiu.
| Dyrektor  | Dyrektor                     | Zastępca  | Zastępca            | Uwagi        |
| Okres     | Imię i nazwisko              | Okres     | Imię i nazwisko     | Uwagi        |
| --------- | ---------------------------- | --------- | ------------------- | ------------ |
| 1922–1953 | Florentyna Jakubczak         | brak      | brak                | kierownik    |
| 1953–1954 | Genowefa Podgajniak          | 1953–1975 | mgr Danuta Tomczyk  | dyrektor MBP |
| 1955–1976 | Antonina Ludomiła Holtzer    | 1953–1975 | mgr Danuta Tomczyk  | dyrektor MBP |
| 1955–1976 | Antonina Ludomiła Holtzer    | 1953–1975 | mgr Danuta Tomczyk  | dyrektor WBP |
| 1955–1976 | Antonina Ludomiła Holtzer    | 1975–1990 | Genowefa Podgajniak |              |
| 1976–1990 | mgr Czesław Tadeusz Zwolski  | 1975–1990 | Genowefa Podgajniak |              |
| 1990–1995 | mgr Danuta Tomczyk           | 1990–2008 | dr Jerzy Sekulski   |              |
| 1995–2021 | mgr Anna Skubisz-Szymanowska | 1990–2008 | dr Jerzy Sekulski   |              |
| 1995–2021 | mgr Anna Skubisz-Szymanowska | 2008–2021 | dr Agata Morgan     | dyrektor MBP |
| od 2021   | mgr Przemysław Czaja         | brak      | brak                | dyrektor MBP |
| Źródła:   |                              |           |                     |              |

## Zbiory
W 2010 biblioteka posiadała ok. 375 000 woluminów udostępnianych niemal 25 000 zarejestrowanych czytelników. Zgromadziła ok. 20 000 fonogramów, w większości udostępnianych na miejscu. Od lat 90. swoje zbiory udostępnia również czytelnikom, którzy nie są w stanie samodzielnie dotrzeć do biblioteki w ramach usługi "Książka na telefon". Od stycznia 2009 umieszcza w wersji elektronicznej swoje zbiory historyczne i regionalne w Radomskiej Bibliotece Cyfrowej.

## Organizacja
Biblioteka jest samorządową instytucją kultury, jako jednostka organizacyjna gminy miejskiej Radom. Na podstawie porozumienia władz miasta i powiatu radomskiego z 9 maja 2000 Miejska Biblioteka Publiczna realizuje również zadania biblioteki powiatowej, dla bibliotek miejskich i gminnych powiatu.
Miejska Biblioteka Publiczna w Radomiu posiada 11 filii na terenie miasta oraz niewyodrębnioną organizacyjnie Bibliotekę Główną, która jest siedzibą administracji, działów merytorycznych i głównych agend udostępniania zbiorów bibliotecznych. Biblioteka posiada następujące działy organizacyjne zlokalizowane w głównej siedzibie:
- Dział Organizacyjno-Administracyjny,
- Dział Księgowości,
- Dział Gromadzenia i Opracowania Zbiorów,
- Dział Instrukcyjno-Metodyczny i Sieci Miejskiej,
- Dział Informacyjno-Bibliograficzny,
  - Sekcja Radomskiej Biblioteki Cyfrowej,
- Dział Promocji Książki i Biblioteki,
  - Sekcja Wydawnictw,
- Dział Informatyki.

W Bibliotece Głównej funkcjonują wyspecjalizowane agendy udostępniania zbiorów czytelnikom:
- Wypożyczalnia Główna,
  - Wypożyczalnia dla Dzieci,
- Czytelnia Ogólna,
  - Czytelnia Czasopism,
- Czytelnia Regionalna,
- Wypożyczalnia i Czytelnia Zbiorów Multimedialnych.

## Działalność kulturalna
Biblioteka prowadzi działalność animacyjno-kulturalną w zakresie czytelnictwa i promocji kultury książki. Organizuje imprezy literackie o ponadlokalnym zasięgu, m.in. Radomską Wiosnę Literacką oraz Młodzieżową Akademię Kultury MAK. Wspiera rozwój kultury w Radomiu i dawnym województwie radomskim, m.in. przyznając co dwa lata Nagrodę Literacką Miasta Radomia, a także szerzej, współpracując z fundatorem Nagrody Literackiej im. W. Gombrowicza. Prowadzi działalność wydawniczą, m.in. publikując dwa czasopisma: "Bibliotekarz Radomski" i "Miesięcznik Prowincjonalny".